# ژان ژول پریر دومبه
ژان ژول پریر دومبه (انگلیسی: Jean-Joël Perrier-Doumbé؛ زادهٔ ۲۷ سپتامبر ۱۹۷۸) بازیکن فوتبال اهل کامرون است.
از باشگاه‌هایی که در آن بازی کرده‌است می‌توان به باشگاه فوتبال رن، باشگاه فوتبال اوسر، باشگاه فوتبال سلتیک، و باشگاه فوتبال تولوز اشاره کرد.
وی همچنین در تیم ملی فوتبال کامرون بازی کرده‌است.